# Giovanni Garzia Mellini
Giovanni Garzia Mellini, även Millini, född 1562 i Florens, död 2 oktober 1629 i Rom, var en italiensk kardinal och ärkebiskop. Han var ärkepräst av Santa Maria Maggiore från 1622 till 1629. Andra kardinaler från familjen Mellini är Giovanni Battista Mellini, Savo Mellini och Mario Mellini.

## Biografi
Giovanni Garzia Mellini var son till Mario Millini och Ortensia Jacovacci. 
Mellini var konsistorialadvokat under påve Sixtus V (1585–1590).
I juni 1605 utnämndes Mellini till titulärärkebiskop av Colossae och biskopsvigdes den 12 samma månad av ärkebiskop Ludovico de Torres i Sixtinska kapellet. Torres assisterades vid detta tillfälle av biskoparna Valeriano Muti och Gaspare Paluzzi degli Albertoni. Mellini var 1605–1607 påvlig nuntie i Spanien. 
Den 11 september 1606 upphöjde påve Paulus V Mellini till kardinalpräst med Santi Quattro Coronati som titelkyrka. Från 1610 till sin död tjänade han som kardinalvikarie. År 1621 deltog han i konklaven, vilken valde Gregorius XV till ny påve, och 1623 i konklaven, som valde Urban VIII. Kardinal Mellini tjänade som camerlengo från 1623 till 1625.
Kardinal Mellini avled 1629 och är begravd i Cappella Mellini i basilikan Santa Maria del Popolo i Rom.